# أنديرة طاردة للديدان
أنديرة طاردة للديدان (الاسم العلمي:Andira vermifuga) هي نوع من النباتات تتبع جنس الأنديرة من الفصيلة البقولية.